# Liste der Mitglieder des Landtages (Freistaat Mecklenburg-Schwerin) (3. Wahlperiode)
Diese Liste gibt einen Überblick über alle Mitglieder des Landtages des Freistaates Mecklenburg-Schwerin in der 3. Wahlperiode (1924 bis 1926).

## A
- Hans Ambs, KPD
- Julius Asch, SPD

## B
- August Bade, DVFB
- Kurt Blome, DNVP/VAG
- Karl Bötefür, DVFB
- Wilhelm Bollow, DVFB
- Karl Brehmer, SPD
- Gustav Briel, DVFB
- Alfred Buhler, KPD

## D
- Karl-Heinrich Dau, DVFB

## E
- Wilhelm Ehrke, DVFB

## F
- Hans Fuchs, SPD

## G
- Anton Gerlach, KPD
- Wilhelm Hellmuth Giese, DVFB
- Bernhard Girke, SPD
- Wilhelm Godknecht, SPD
- Ernst Goldenbaum, KPD
- Karl Gröntwoldt, DNVP/VAG
- Bodo von Gundlach, DNVP/VAG

## H
- Heinrich Hacker, DVFB
- Karl Heinsius, DVP
- Ulrich Henkel, DVFB
- Hans Hennecke, SPD
- Ewald von Hennig, DNVP/VAG
- Friedrich Hildebrandt, DVFB
- Rudolf Hille, DNVP/VAG
- Waldemar Himstedt, DNVP/VAG
- Theodor Huchthausen, DVP

## I
- Adolf Ihlefeld, DNVP/VAG
- Ludwig Iven, DNVP/VAG

## J
- Karl Jungbluth, KPD (ab Juni 1925 SPD)

## K
- Magnus Knebusch, DNVP/VAG
- Adolf Krefft, DNVP/VAG
- Ernst Krüger, DVP
- Heinrich Kuskop, DNVP/VAG

## L
- Wilhelm Lamberg, SPD
- Wilhelm Laubach, DNVP/VAG
- Johann von Lessel, DVFB
- Friedrich Lübbers, DVFB
- Heinrich Luft, DNVP/VAG

## M
- Paul Maertens, DVFB
- Katharine Markens, DNVP/VAG
- Otto Metterhausen, DNVP/VAG
- Richard Moeller, DDP
- Carl Moltmann, SPD

## N
- Hans Neumann, DDP
- Rosa Niebuhr, KPD
- Otto Niekammer, KPD
- Werner Nieschmidt, DNVP/VAG

## O
- Dietrich von Oertzen, DNVP/VAG

## P
- Wilhelm Pieplow, DNVP/VAG
- Walter Pollmann, KPD

## R
- Paul Rother, KPD

## S
- Rudolf Schildmann, DVP
- Karl Schneeberg, SPD
- Paul Schröder, SPD
- Albert Schulz, SPD
- Hans Steinemann, KPD
- Hans Steinmann, DNVP/VAG
- Johannes Stelling, SPD
- Ernst Stier, WP

## T
- Carl Thimm, SPD

## V
- Walter Vogelberg, DVFB
- Ludwig Voß, DVP

## W
- Paul Walter, DVP
- Johannes Warnke, KPD
- Friedrich Wehmer, SPD
- Hugo Wenzel, KPD
- Heinrich Westendorf, DNVP/VAG
- Robert Wohlers, SPD